# Saint-Quentin-en-Yvelines
Saint-Quentin-en-Yvelines [sɛ̃ kɑ̃.tɛ̃ ɑ̃.n‿iv.lin] es una ciudad nueva y una communauté d'agglomération en el departamento francés de Yvelines. Es una de las cinco villes nouvelles (ciudades nuevas) originales de París y recibió su nombre del estanque de Saint Quentin, que fue elegido para convertirse en el centro de la ciudad. La ciudad se construyó a partir de un terreno virgen a partir de la década de 1960. En 2014, Saint-Quentin-en-Yvelines tenía una población de 231.057 habitantes. Forma parte del área metropolitana de París, mucho más grande, y está a unos 25 km al oeste del centro de París.

## Divisiones administrativas
La communauté d'agglomération está formada por 12 municipios o comunas:
1. Les Clayes-sous-Bois
2. Coignières
3. Élancourt
4. Guyancourt
5. Magny-les-Hameaux
6. Maurepas
7. Montigny-le-Bretonneux
8. Plaisir
9. Trappes
10. La Verrière
11. Villepreux
12. Voisins-le-Bretonneux

De estos municipios, Montigny-le-Bretonneux es el más céntrico y el que tiene más población. Los dos municipios más importantes son Trappes y Montigny.

## Demografía
Actualmente su presidente es Robert Cadalbert.
Hasta 2019, Saint-Quentin-en-Yvelines sirvió como punto de partida y llegada de la famosa prueba de resistencia ciclista París-Brest-París.

## Economía
La Europcar tiene su sede en el parque empresarial de Val Saint-Quentin en Voisins-le-Bretonneux. Anteriormente tenía su sede en el Immeuble Les Quadrants en Saint-Quentin-en-Yvelines.
En su día, Bouygues tenía su sede en el complejo Challenger, diseñado por Kevin Roche, en Saint-Quentin-en-Yvelines. En la actualidad está ocupada por Bouygues Construction, una de las filiales del grupo.
Le Golf National es un campo de golf privado en Saint-Quentin. Acogió la Ryder Cup de 2018.

## Deportes
La ciudad cuenta con un velódromo, el Velódromo de Saint-Quentin-en-Yvelines. Se construyó entre 2011 y 2014 y acogió los Campeonatos del Mundo de Ciclismo en Pista de la UCI de 2015 y los Campeonatos Europeos de Pista de la UEC de 2016. Junto al velódromo hay también una pista de BMX.
Entre 1991 y 2015, Saint-Quentin-en-Yvelines fue el lugar de salida y llegada de la randonnée París-Brest-París.

## Educación
Universidades:
- Versailles Saint-Quentin-en-Universidad Yvelines

Colegios mayores/colegios de sexta categoría:
- Lycée les Sept Mares (Maurepas)
- Lycée Sonia Delaunay (Villepreux)
- Lycée Dumont d'Urville (Maurepas)
- Lycée Descartes de Montigny le Bretonneux
- Lycée des métiers Louis Blériot (Trappes)
- Lycée d'hôtellerie et de tourisme de Guyancourt
- Lycée des métiers Henri Matisse (Trappes)
- Lycée de la Plaine de Neauphle (Trappes)
- Lycée de Villaroy (Guyancourt)
- Lycée Jean-Vilar (Plaisir)

Escuelas internacionales:
- Institut culturel franco-japonais (Montigny-le-Bretonneux)